# Appenzelli havasi kutya
Az appenzelli havasi kutya vagy más néven appenzelli pásztorkutya (appenzeller Sennenhund) egy svájci munkakutya.

## Története
Valószínűleg a svájci Alpokban tenyésztett 'parasztkutyáktól' származik, mely az ókorban is létező általános pásztorkutya típustól eredeztethető, más vélemények szerint a rómaiak által hátrahagyott marhaterelő kutyák az ősei. Korábban a nyáj terelése és őrzése volt a feladata, napjainkban leginkább házőrző illetve családi kedvenc. A fajta célzott tenyésztése a 20. század elején indult meg, az első standard-et 1914-ben adták ki. Hazánkban ritka fajtának számít. 

## Megjelenése
Közepes testű, kompakt, erőteljes csontozatú kutyafajta. Feje enyhén ék alakú, stopja mérsékelt. A szemek mandula alakúak, kicsinek mondhatók. Színváltozattól függően feketék vagy barnák lehetnek, utóbbi esetében minél sötétebbek legyenek. A fülek magasan és szélesen tűzöttek, lelógnak. Harapása ollós. Mellkasa széles és mély, hasa kevéssé felhúzott. Mind a mellső- és hátsó végtagok izmosak, a mancsok rövidek és zártak. A farok a fajta egyik jellegzetessége, magasan tűzött, közepesen hosszú, szőrzete sűrű, felkunkorodó, oldalt hordott. 
Szőrzete rövid, kemény tapintású. A fedő- és aljszőrzet egyaránt sűrű. Fekete vagy havannabarna színekben fordul elő, rozsdabarna és fehér jegyekkel a pofán és a mellkason.  

## Méretei
- Marmagasság: kanok esetében: 52-56 cm, szukáknál: 50-54 cm
- Testsúly: 22-25 kg között
- Várható élettartam: 10-14 év
- Alomszám: 5-8 kölyök

## Természete
Nyugodt, kiegyensúlyozott, ugyanakkor önálló, nagyon tanulékony. Kiváló alkalmazkodóképességgel rendelkezik, szereti a gyerekeket, védelmezi őket. A család tagjaihoz hűséges, idegenekkel szemben bizalmatlan, sokat ugat. Mozgásigénye nagy, így kutyás sportokban - pl. agility - remekül megállja a helyét.  

## Képgaléria

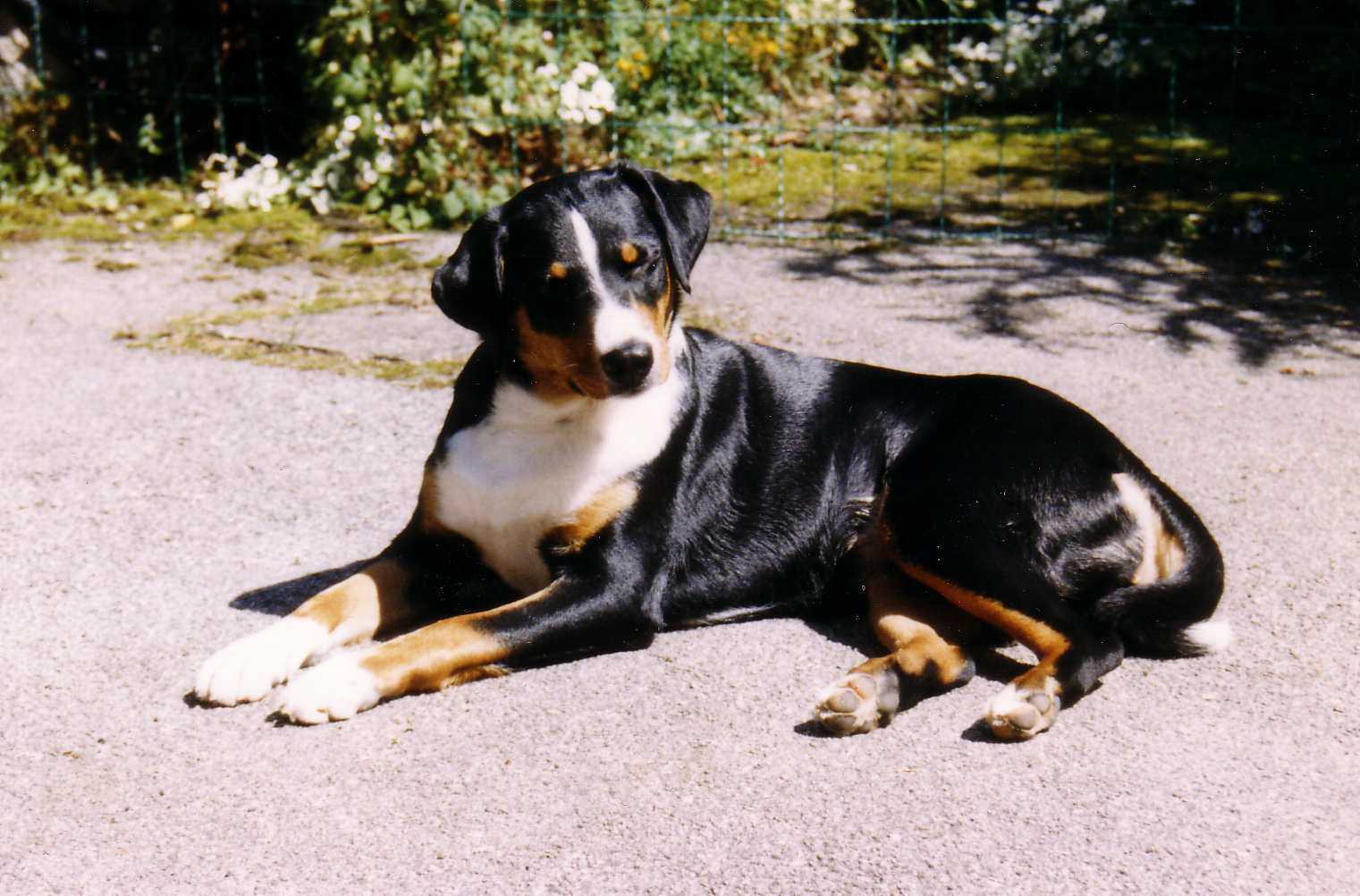